# شاخ‌بلند شبدیز
شاخ‌بلند شبدیز یا آنتلوپ سیبل (نام علمی: Hippotragus niger) نام یک گونه از زیرخانواده شاخ‌بلند چرنده است.